# Selim Matar
Pour les articles homonymes, voir Matar.
Selim Matar est écrivain, romancier et sociologue d’origine suisse et irakienne, né à Bagdad et résident à Genève. Il est le fondateur du courant appelé «l’identité de la nation irakienne » et rédacteur en chef de la revue trimestrielle Mesopotamia et l’auteur du roman “la femme à la fiole” connu dans le monde arabe.

## Biographie
Selim Matar naît en 1956 à Bagdad dans une famille émigrée du sud de l’Irak. Il devient membre du parti communiste irakien et quitte son pays fin 1978, après l’échec de ce qu’on a appelé le « front national » entre le parti Baas au pouvoir et les communistes. Après trois années de déplacements incessants au Moyen-Orient, il s’établit à Genève (fin 1981). Il étudie à l’Institut universitaire d’études de développement, spécialisé dans les sciences sociales et les recherches sur le Tiers-Monde.

## Le concept d’identité nationale et celui de nation irakienne
Durant sa vie, dans son pays puis à l’étranger, Selim, a beaucoup souffert de son déchirement identitaire au niveau psychologique et social,. L’identité est le thème principal présent dans ses textes littéraires et sociologiques. Pour lui, l’identité d’un peuple est un phénomène géographique, historique et culturel avant d’être un dogme politique.
Il tente avant tout de décrire et analyser une réalité sociologique et évitant les deux visions extrémistes :
- Le nationalisme identitaire, de nature haineuse et isolationniste.
- L’humanisme nihiliste, mondialiste, abstrait et méprisant l’originalité.

Selim invente un nouveau concept : «l’humanisme identitaire »  qui défend la diversité culturelle et la reconnaissance de l'identité nationale dans un cadre humaniste et ouvert - c'est-à-dire le respect des minorités, de toutes les formes d'identités et l’ouverture sur le monde et sur l'autre.
C’est sur cette base philosophique  et ses nombreux livres – essais et romans – et sa revue MESOPOTAMIA que Selim Matar commence à s’occuper du concept d’ «identité nationale». En effet, il est considéré comme le fondateur du courant culturel appelé «l’identité de la nation irakienne » qui n’était pas connu en Irak avant les années quatre-vingt-dix, que ce soit sur la scène politique ou culturelle.
Le livre qui a véritablement fondé ce courant est « L’identité blessée » (1996, 500 pages, plusieurs éditions, irakiennes et arabes). Cet ouvrage a été étudié dans plusieurs universités irakiennes. Le concept d’identité y est expliqué et appliqué au cas irakien, ainsi qu’au Proche-Orient et au monde arabe, d’un point de vue historique et politique.
À cause de son discours pacifique réclamant l'unité nationale et le rejet du fanatisme ethnique et confessionnel, Selim Matar est contesté par les partis communautaristes et les mouvances prônant la lutte armée.

## Principaux livres
Selim Matar a écrit  plusieurs ouvrages de réflexion, essais, romans et nouvelles. L’ensemble de ses ouvrages sont gratuitement et librement disponible sur son site internet.
Liste des principaux livres:
1. Imra’at al-Qârûra (« la femme à la fiole ») , 1990, 160 pages. Ce premier livre a remporté le prix « Al-Naqed » du meilleur roman arabe  en 1990. Il en existe plusieurs éditions, irakiennes et arabes. Ce roman a eu un grand retentissement dans le monde arabe. Aussi Selim Matar est-il surnommé « le compagnon de la femme à la fiole ».
Ce roman a été traduit en français (« La femme à la fiole ») et en anglais (« The Woman of the Flask »).
2. Al-Dhât al-djarîha (« L’identité blessée », 1996, 500 pages) est son premier ouvrage de réflexion et d’histoire. Il y expose en détail, avec de nombreux exemples tirés de l’histoire et de la philosophie, le concept d’identité nationale et les problèmes d’identité en Irak et dans le monde arabe.
3. I’tirâfât radjulin lâ yastahyî (littéralement : « les confessions d’un homme sans vergogne »), 2008, 160 pages. Il s’agit d’un roman autobiographique où l’auteur évoque sa vie depuis son enfance et sa jeunesse à Bagdad jusqu’à son arrivée à Genève et sa vie en Suisse. Traduit en version française, à Paris en 2011 (« Bagdad-Genève, à la recherche d’une patrie, roman autobiographique » Quelques extraits ont été repris dans une pièce de théâtre .
4. Al-munazammât al-sirriyah (« Les organisations secrètes »), 2011, 160 pages. Ce livre rassemble des informations et développe une réflexion sur les organisations secrètes mondiales et leur rôle au Moyen-Orient.
5. Al-Irâq, saba’tu alâf ’âm min al-hayât (« L’Irak, 7000 ans d’histoire vivante, 2013, 260 pages. Cet ouvrage important mêle l’histoire à la réflexion. Il retrace les différentes étapes de l’histoire de l’Irak, depuis la préhistoire jusqu’à l’époque moderne, avec quelque 500 photos, cartes et informations chiffrées aussi intéressantes qu’utiles.

## Autres livres
Les autres écrits de Selim Matar se focalisent sur la problématique de l’identité et de l’appartenance dans ses aspects historiques, psychologiques, politiques et intellectuels :
- Al-taw’am al-mafqûd (« Le jumeau perdu »), 2000, 200P, son deuxième roman, narre les errances d’un jeune exilé irakien qui quitte Genève à la recherche de son « jumeau perdu»[21].
- Djadal a-huwiyyât (« Le débat des identités »), 2003 , 300P[22].
- Al-Irâq al-djadîd wa-l-fikr al-djadîd, (« Le nouvel Irak et la nouvelle pensée »)

2001, 200P.
- Yaqzat al-huwiyyah al-irâqiyya (« L’éveil de l’identité irakienne »), 2011 ;150P[24].
- Mashrû’ al-ihyâh al-watanî al-‘irâqî (« Le projet de la renaissance nationale irakienne »), 2012 ,150P[25].

La revue MESOPOTAMIA et les encyclopédies de MESOPOTAMIA
En 2004, Selim Matar a commencé à publier MESOPOTAMIA, revue culturelle dédiée à la question de l’identité irakienne, dont il est le rédacteur en chef . Entre les numéros de ce périodique, Selim Matar a supervisé la publication de numéros encyclopédiques  (d’environ 400 pages) de MESOPOTAMIA :
- Khamsat alâf ‘âm min al-unûtha al-‘irâqiyyah (« 5000 ans de féminité irakienne »), 2004 : histoire de la femme irakienne et présentation de personnalités féminines éminentes de l’Irak ancien et contemporain[26].

- Mawsû’ah al-madâ’in al’irâqiyyah («  Encyclopédie des villes irakiennes »), 2005 : ouvrage visant à faire connaître la géographie et l’histoire des provinces irakiennes et de leurs  principales villes[27].

- Khamsat alâf ‘âm min al-tadayyun al-‘irâqî (« 5000 ans de religiosité irakienne »), 2006 : ouvrage visant à faire connaître les différentes religions et confessions de l’Irak, antiques et actuelles[28].

- Mawsû’at Kirkuk qalb al-‘Irâq, («  Encyclopédie de Kirkûk, le cœur de l’Irak »), 2008 : ouvrage visant à faire connaître la province de Kirkuk, son histoire, ses dimensions géographiques, démographiques et culturelles[29].

- Mawsû’at al-lughât al-‘irâqiyyah («  Encyclopédie des langues irakiennes »), 2009 : une contribution à la connaissance de toutes les langues qui ont fleuri en Irak, mortes et vivantes, et à la culture des communautés qui les parlent[30].

- Mawsû’at al-bî’ah al-‘irâqiyyah (« Encyclopédie de l’environnement irakien »), 2010 : ouvrage visant à apporter des informations sur l’environnement naturel de l’Irak et  les graves problèmes écologiques que connaît le pays. Pour une prise de conscience devant déboucher sur la limitation des facteurs de pollution et de destruction, industriels et militaires[31].